# Puck (Landgemeinde)
Die Gmina wiejska Puck ist eine Landgemeinde in der polnischen Woiwodschaft Pommern und im Powiat Pucki (Kreis). Sitz der Landgemeinde ist die Stadt Puck (deutsch Putzig), die dem Powiat, aber nicht der Gemeinde angehört. Die Gmina hat eine Fläche von 243,3 km² und 27.069 Einwohner (Stand 31. Dezember 2020).
Sie ist eine der zweisprachigen Gemeinden in Polen, da hier Kaschubisch als Amtssprache eingeführt wurde. In der Volkszählung von 2002 gaben 30,9 % der Bevölkerung an, diese Sprache zu sprechen.

## Geographie

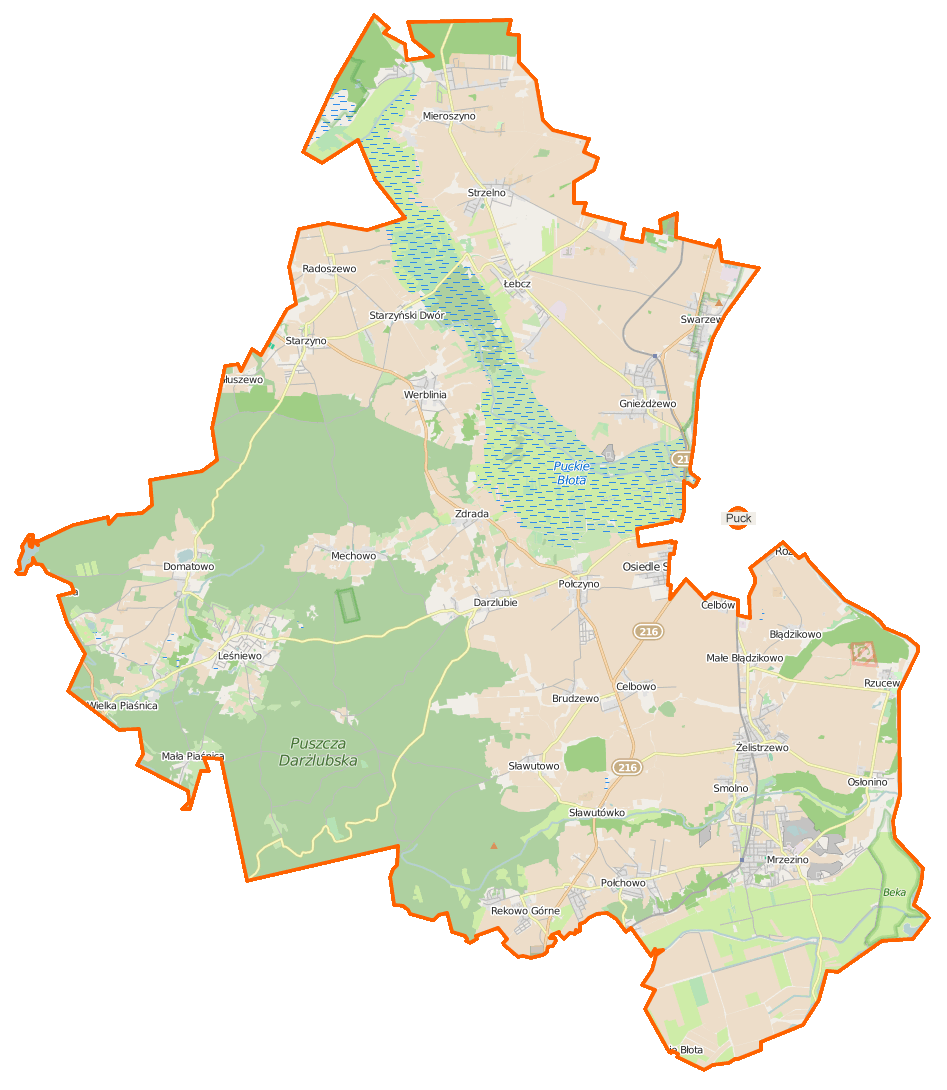
Karte der Landgemeinde Puck

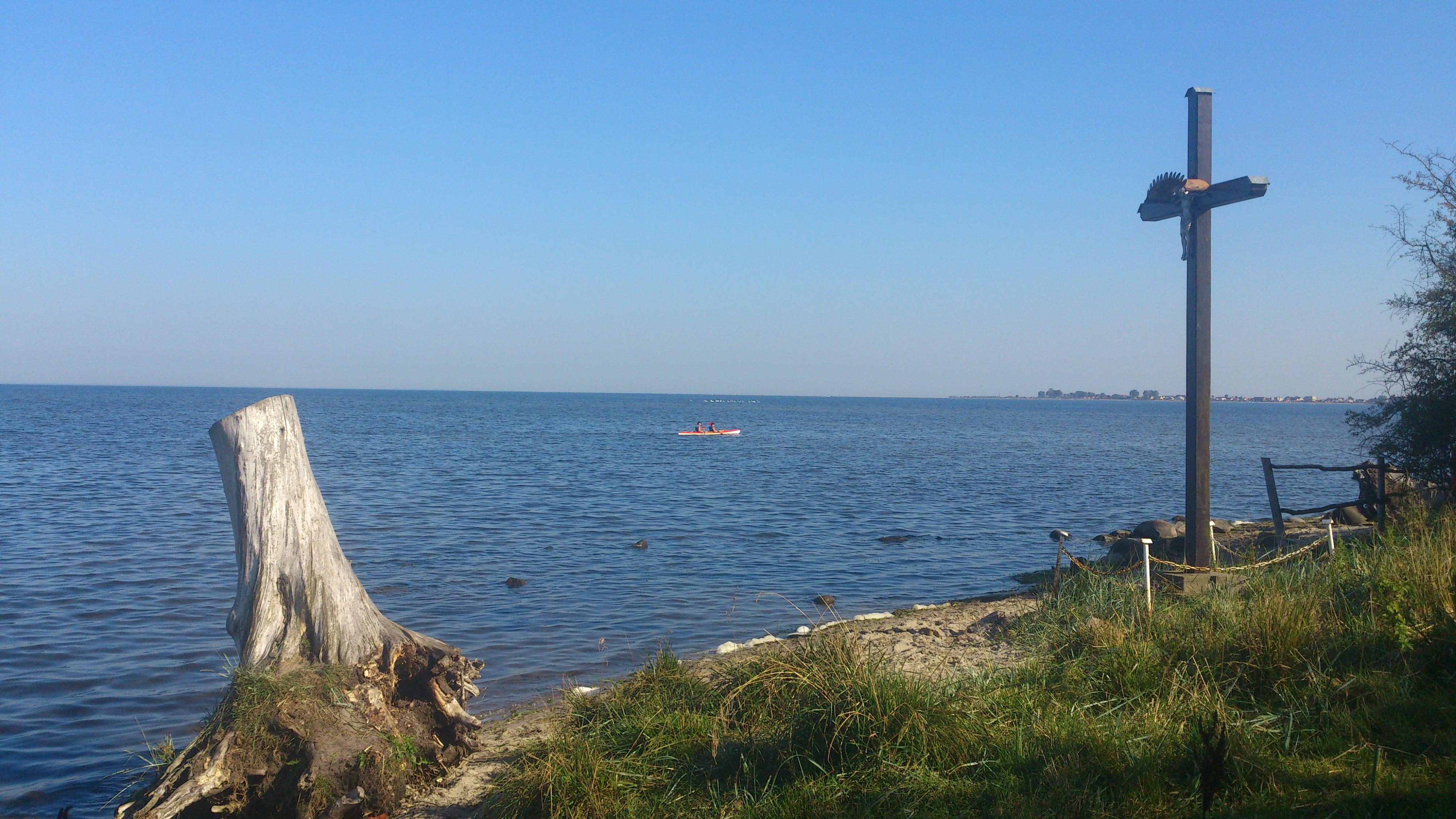
Zatoka Pucka bei Beka

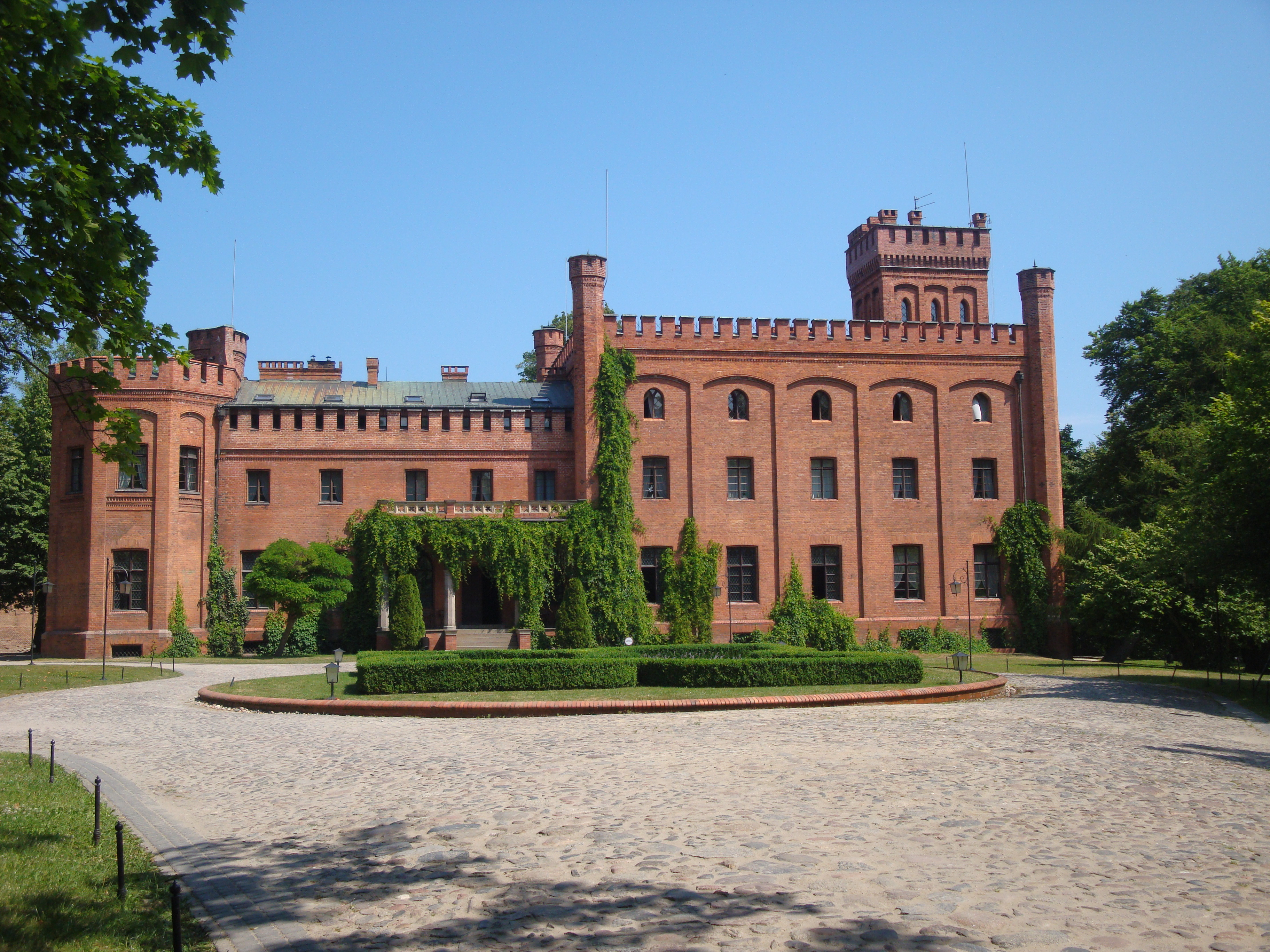
Schloß Rutzau der Familie Sobieski

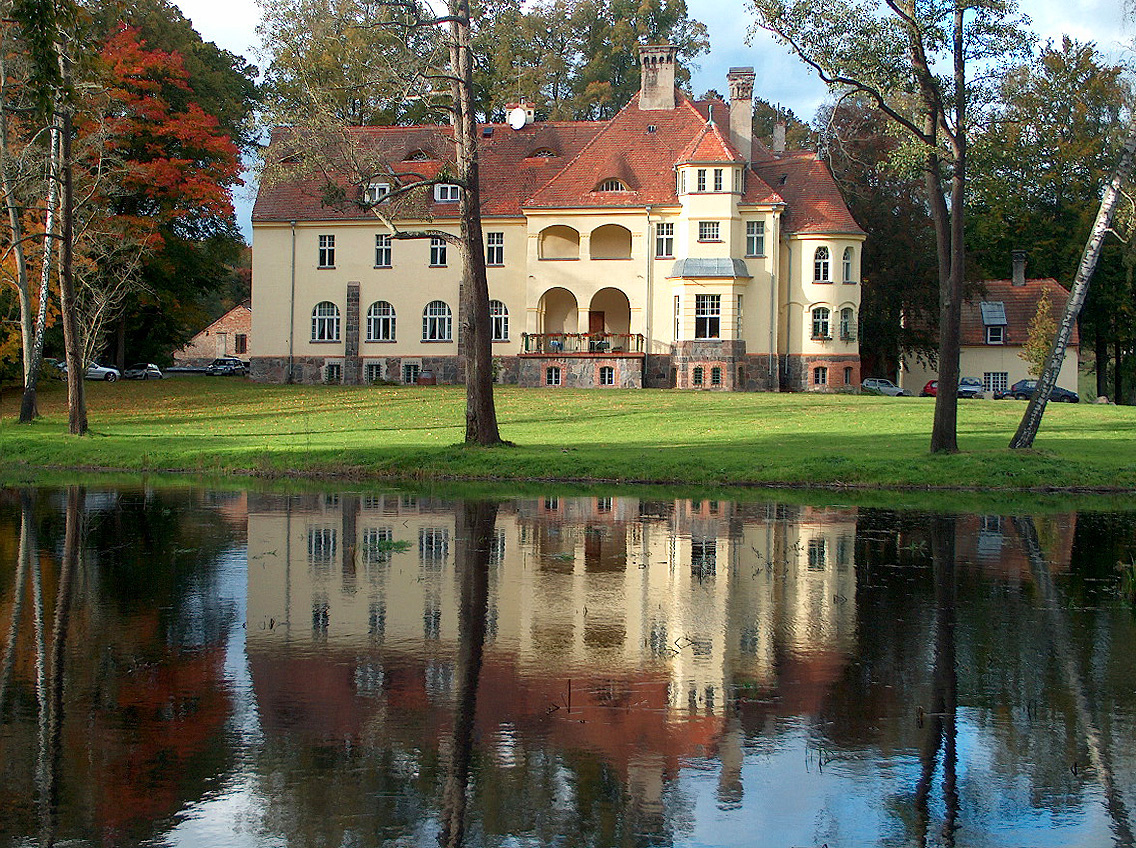
Schloß der Familie Below in Groß Schlatau

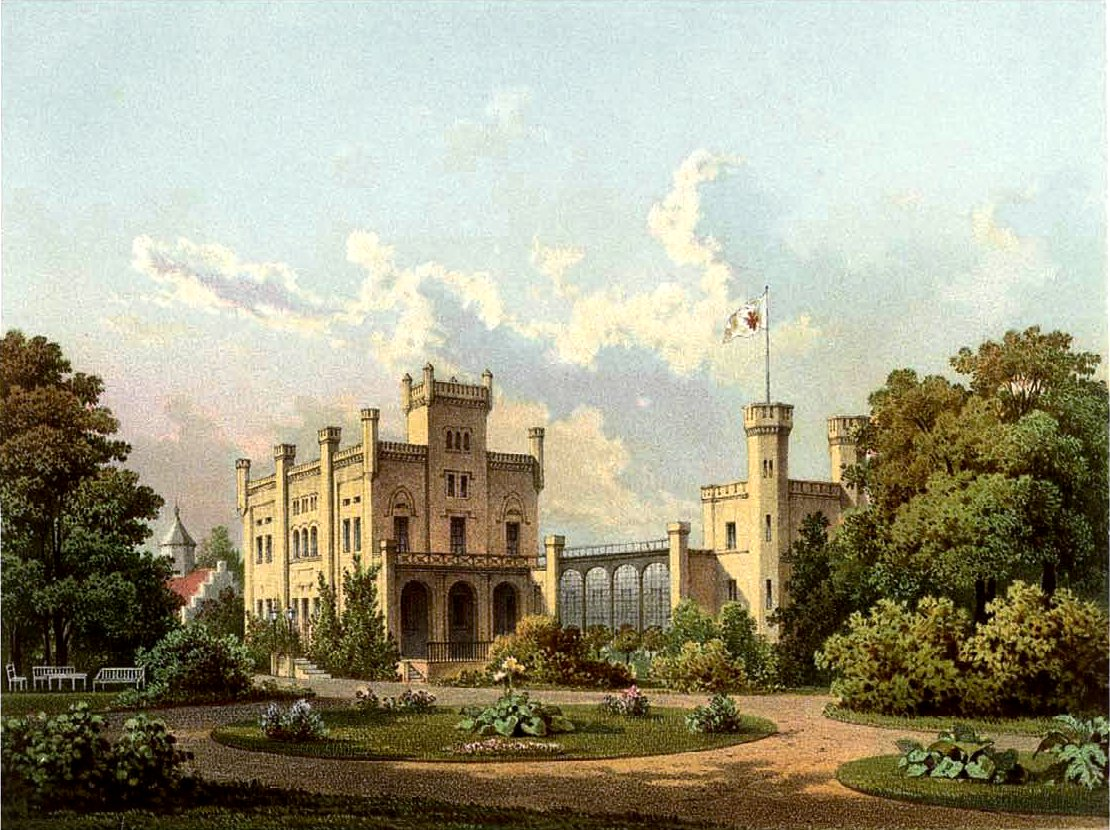
Rittergut Starsin um 1860, Sammlung Alexander Duncker

Die Landgemeinde umfasst die Stadt Puck an drei Seiten im Süden. Die Nordostgrenzen von Stadt und Gemeinde werden durch die Zatoka Pucka (Putziger Wiek) der Ostsee gebildet. Nachbargemeinden und Orte sind Kosakowo, Krokowa, Reda, Rumia, Wejherowo und Władysławowo.

## Gemeindegliederung
Zur Gemeinde gehören die folgenden Ortschaften, die 27 Schulzenämter (sołectwo) bilden, weitere Ortschaften ohne Schulzenamt sind Beka, Celbówko, Czarny Młyn, Dana, Golica, Kaczyniec, Łyśniewo, Mieroszyno-Parcele, Muza, Piaśnica Mała, Piaśnica Wielka, Podgóry, Pustki, Sławutówko, Wiedlino und Zele:
| Polnischer Name | Kaschubischer Name | Deutscher Name                                         |
| --------------- | ------------------ | ------------------------------------------------------ |
| Beka            | Békô               | Beka                                                   |
| Błądzikowo      | Błãdzëkòwò         | Blondszikau (1874–1939 Blansekow, 1939–1945 Blansekau) |
| Brudzewo        | Brudzéwò           | Brusdau                                                |
| Celbówko        | Célbòwkò           | Tannenburg                                             |
| Celbowo         | Célbòwò            | Celbau (1942–1945 Zelbau)                              |
| Czarny Młyn     | Czôrnë Młën        | Czarnauermühle                                         |
| Darżlubie       | Darżlëbié          | Darslub (1942–1943 Buchheide, 1943–1945 Darpstedt)     |
| Domatówko       | Domôtówkò          | Klein Dommatau (1942–1945 Kleindommatau)               |
| Domatowo        | Domôtowò           | Groß Dommatau (1942–1945 Großdommatau)                 |
| Gnieżdżewo      | Gniéżdżewò         | Gnesdau (1942–1945 Nesten)                             |
| Kaczyniec       | Kaczińc            |                                                        |
| Łebcz           | Łebcz              | Löbsch                                                 |
| Leśniewo        | Lésniéwò           | Leßnau                                                 |
| Łyśniewo        | Łësniéwò           | Lißnau (1942–1945 Lissen)                              |
| Mechowo         | Mechòwa            | Mechau                                                 |
| Mieroszyno      | Miérëszëno         | Miruschin (1942–1945 Brünhausen)                       |
| Mrzezino        | Mrzezëno           | Bresin (1942–1945 Brambusch)                           |
| Muza            | Mùza               | Musa (1942–1945 Mittenwalde)                           |
| Osłonino        | Òsłonino           | Oslanin (1942–1945 Truchsassen)                        |
| Mała Piaśnica   | Mołô Piôsznica     | Klein Piasnitz (1942–1945 Kleinpesnitz)                |
| Wielka Piaśnica | Wiôlgô Piôsznica   | Groß Piasnitz (1942–1945 Großpesnitz)                  |
| Połchowo        | Pôłchòwò           | Polchau                                                |
| Połczyno        | Pôłczëno           | Polzin (1942–1945 Konradswiese)                        |
| Radoszewo       | Redëszéwò          | Reddischau                                             |
| Rekowo Górne    | Rekòwò             | Rekau                                                  |
| Rzucewo         | Rzucéwò            | Rutzau                                                 |
| Sławutówko      | Sławùtowkò         | Klein Schlatau (1942–1945 Kleinschlatau)               |
| Sławutowo       | Sławùtowò          | Groß Schlatau (1942–1945 Großschlatau)                 |
| Smolno          | Smòlëno            | Schmolln                                               |
| Starzyno        | Starzno            | Groß Starsin (1942–1945 Großstarsen)                   |
| Starzyński Dwór | Môłé Starzno       | Klein Starsin (1942–1945 Kleinstarsen)                 |
| Strzelno        | Strzélno           | Strellin                                               |
| Swarzewo        | Swôrzéwò           | Schwarzau                                              |
| Werblinia       | Warblëniô          | Werblin                                                |
| Wiedlino        | Wiedlëno           | Wedlin                                                 |
| Zdrada          | Zdrôdô             | Zdrada (1942–1945 Mechenhof)                           |
| Żelistrzewo     | Żelëstrzewò        | Sellistrau (1942–1945 Sellen)                          |

## Partnergemeinden
- Samtgemeinde Oldendorf-Himmelpforten in Niedersachsen (seit 2005 mit der Samtgemeinde Oldendorf)
- Landgemeinde Rytro in Kleinpolen, südlich von Nowy Sącz.

## Persönlichkeiten
- Władysław Szymanski (1901–1940), polnischer Priester, erschossen im KZ Stutthof; geboren in Klein Dommatau
- Hilmar Kopper (1935–2021), deutscher Bankmanager; geboren in Osłonino.